# Orde van Vrijmetselaren onder het Grootoosten der Nederlanden
De Orde van Vrijmetselaren onder het Grootoosten der Nederlanden (kortweg Orde van Vrijmetselaren of G.O.N.) is een Nederlandse koepel van reguliere vrijmetselaarsloges die werkt in de drie symbolische basisgraden leerling, gezel en meester.

## Geschiedenis
De Orde van Vrijmetselaren onder het Grootoosten der Nederlanden (kortweg Orde van Vrijmetselaren) werd opgericht op 26 december 1756 als obediëntie van vrijmetselaarsloges voor mannen in de Nederlanden. Haar jurisdictie is gegroeid en gekrompen naar analogie van de Nederlandse geschiedenis, en de ontwikkeling van de Nederlandse staat. Dit weerspiegelde zich in de diverse provinciale grootloges die ze telde. Met het uitbreken van de dekolonisatie in de jaren zestig is dit sterk verminderd.
Ze overkoepelt vandaag nog slechts enkele loges in voormalige koloniale gebieden, zoals Suriname, en was in de Lage Landen tijdens en kort na het bestaan van het Verenigd Koninkrijk der Nederlanden de grootloge van de vrijmetselaarsloges in Noord en Zuid.
De Zuidelijke Nederlanden waren toen ondergebracht in een provinciale grootloge. Net zoals de Noordelijke Nederlanden een Provinciale Grootloge vormden. Nadien telde de Orde van Vrijmetselaren nog andere provinciale grootloges, in Zuidelijk Afrika sedert 1863, in Nederlands-Indië sedert 1899 en in Transvaal sedert 1906. Ook in Ceylon en India waren er ooit loges van het G.O.N. actief. Later werd ook een Provinciale Grootloge voor Suriname en voor een aantal eilanden in het Caribisch gebied opgericht. in 2006 werd een Loge geïnstalleerd in Bangkok, Thailand.
In 1777 sloot de Orde van Vrijmetselaren een alliantie met het Grootoosten van Frankrijk, waarbij men wederzijds beloofde geen loges in elkaars ressort op te richten. De alliantie werd geschonden toen men in 1812 in Groningen de loge L' Union Maçonnique stichtte onder Franse constitutie. Deze loge ging in 1843 op in loge L'Union Provinciale. Daarvoor werd in Amsterdam in 1810 onder Frans maçonniek gezag de loge Saint Napoleon opgericht. Deze dooft in 1814 de lichten; de loge Willem Fredrik deel uitmakend van het Grootoosten der Nederlanden wordt haar rechtsopvolger. Met het einde van de Franse tijd in Nederland en de komst van Willem I der Nederlanden kwam er een einde aan de Franse Vrijmetselaarsloges. Bij Willem I werd bedongen dat de Franse loges een jaar lang de tijd kregen om zich onder het Grootoosten van Nederland te scharen.
Van 1880 tot 1906 werd de erkenning van de Orde van Vrijmetselaren door de United Grand Lodge of England ingetrokken, in het kielzog van de boerenoorlog in Zuid-Afrika.
In 1898 organiseerde grootmeester Vas Visser een internationaal maçonniek congres te Den Haag over de wereldvrede.
Van oorsprong waren vrijmetselaarsloges een exclusief mannelijke aangelegenheid. De internationale emancipatie- en democratiseringsgolf zorgde ervoor dat in Nederland de vraag gesteld werd naar aanwezigheid van vrouwen. De oude regels lieten dit niet toe. Als gevolg hiervan splitsten zich in 1919 drie loges af en vormden een irreguliere gemengde obediëntie van vrijmetselaarsloges, het Nederlandsch Verbond van Vrijmetselaren.
In 1921 werd als reactie hierop de Vereniging van Vrouwen van Vrijmetselaren opgericht door de Orde van Vrijmetselaren, om de vrouwen van vrijmetselaren de mogelijkheid te geven elkaar te ontmoeten en zich te ontplooien.
In hetzelfde jaar werd door Orde van Vrijmetselaren de Grand Lodge of New York en de Grande Loge de la Suisse gezamenlijk de Association Maçonnique Internationale (A.M.I.) opgericht in het Zwitserse Genève. Deze organisatie was een doodgeboren kind, omwille van de te grote activiteit van het irreguliere Grand Orient de France.
Een verdere poging om te komen tot internationale samenwerking werd in 1927 de Internationale Liga van Vrijmetselaren. Ook deze organisatie was geen lang leven beschoren.
Tijdens de nationaalsocialistische bezetting van Nederland werd elke vorm van vrijmetselarij verboden in september 1940. Na afloop van de Tweede Wereldoorlog kon de vrijmetselaarsarbeid herbeginnen. Ze troffen logegebouwen aan waarin vrijwel alle vrijmetselaarskenmerken waren verwijderd. Kostbare documenten en boeken ontbraken.
Provinciale Grootloges van Orde van Vrijmetselaren werden vaak later onafhankelijke obediënties. Slechts een kleine minderheid van loges behield, meestal tijdelijk, de band met Orde van Vrijmetselaren na de onafhankelijkheid van deze gebieden.
Zo werd in 1833 het Grootoosten van België opgericht, en in 1961 de Grootloge van Zuid-Afrika. Hiermee verloor het Grootoosten der Nederlanden in een klap 90 loges en 4.000 leden.
In 1954 stond de Orde van Vrijmetselaren mede aan de basis van de Conventie van Luxemburg. In 1957 kreeg ze te maken met de afsplitsing van enkele loges die de Grootloge der Nederlanden vormden.De loges van deze orde keerde al na korte tijd terug in de Orde van vrijmetselaren.
In 2006 werd het 250-jarig bestaan van het Grootoosten der Nederlanden groot gevierd. Het jubileum kenmerkte zich door een grote openheid.

## Organisatie

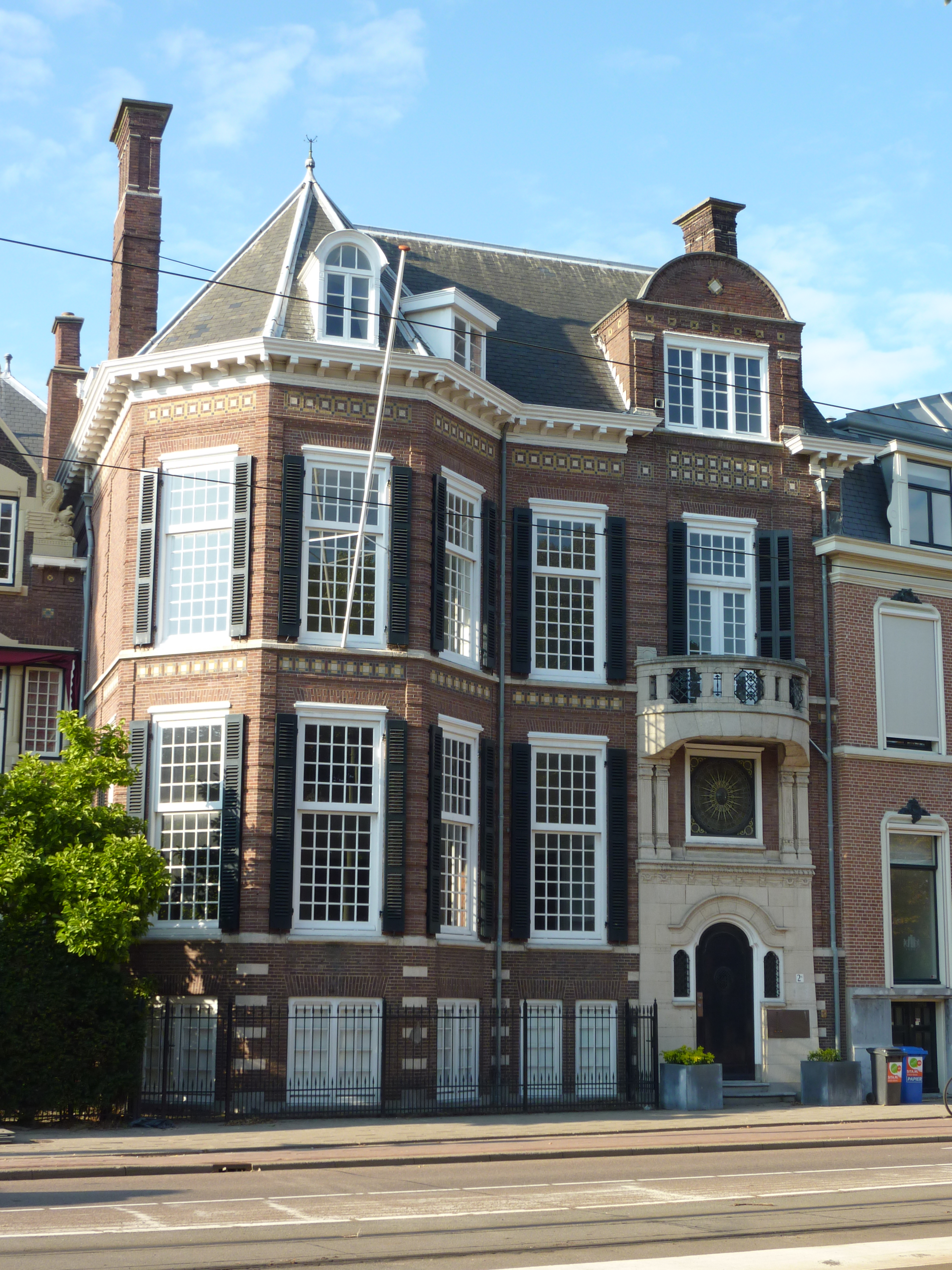
Grootsecretariaat aan de Javastraat in Den Haag

De Orde van Vrijmetselaren behoort tot de reguliere vrijmetselarij. Het hoofdbestuur van de obediëntie is sedert 2015 gevestigd aan de Javastraat 2b te Den Haag. De orde opende er het Vrijmetselarij Museum.
De Orde van Vrijmetselaren onder het Grootoosten der Nederlanden kent een aantal stichtingen, waaronder de Louisa Stichting. De Orde heeft verder een buitengewone leerstoel "Vrijmetselarij" ingesteld aan de Universiteit Leiden. Deze was bezet door prof. dr. Malcolm Davies. Hij kreeg de leeropdracht Vrijmetselarij als geestesstroming en sociaal-cultureel verschijnsel mee.

### Aangesloten loges
De Orde van Vrijmetselaren is een obediëntie die enkel openstaat voor mannen. Ze overkoepelt 146 loges op 80 locaties verspreid over Nederland, Caribisch Nederland, Suriname, Zimbabwe, en Thailand. De Orde publiceert de adressen en zittingsdagen van de maçonnieke bijeenkomsten van de loges die bij haar zijn aangesloten. Elke aangesloten loge is een zelfstandige vereniging naar Nederlands recht en is individueel ingeschreven bij de Kamer van Koophandel. Loges hebben echter wel een vastgelegde band met de orde. Door lid te worden van een loge wordt men automatisch ook lid van de orde, aan welke men bij opname trouw belooft als lid van een loge.

## Grootmeesters
- 1735 - 1748 : Radermacher, Johan Cornelis

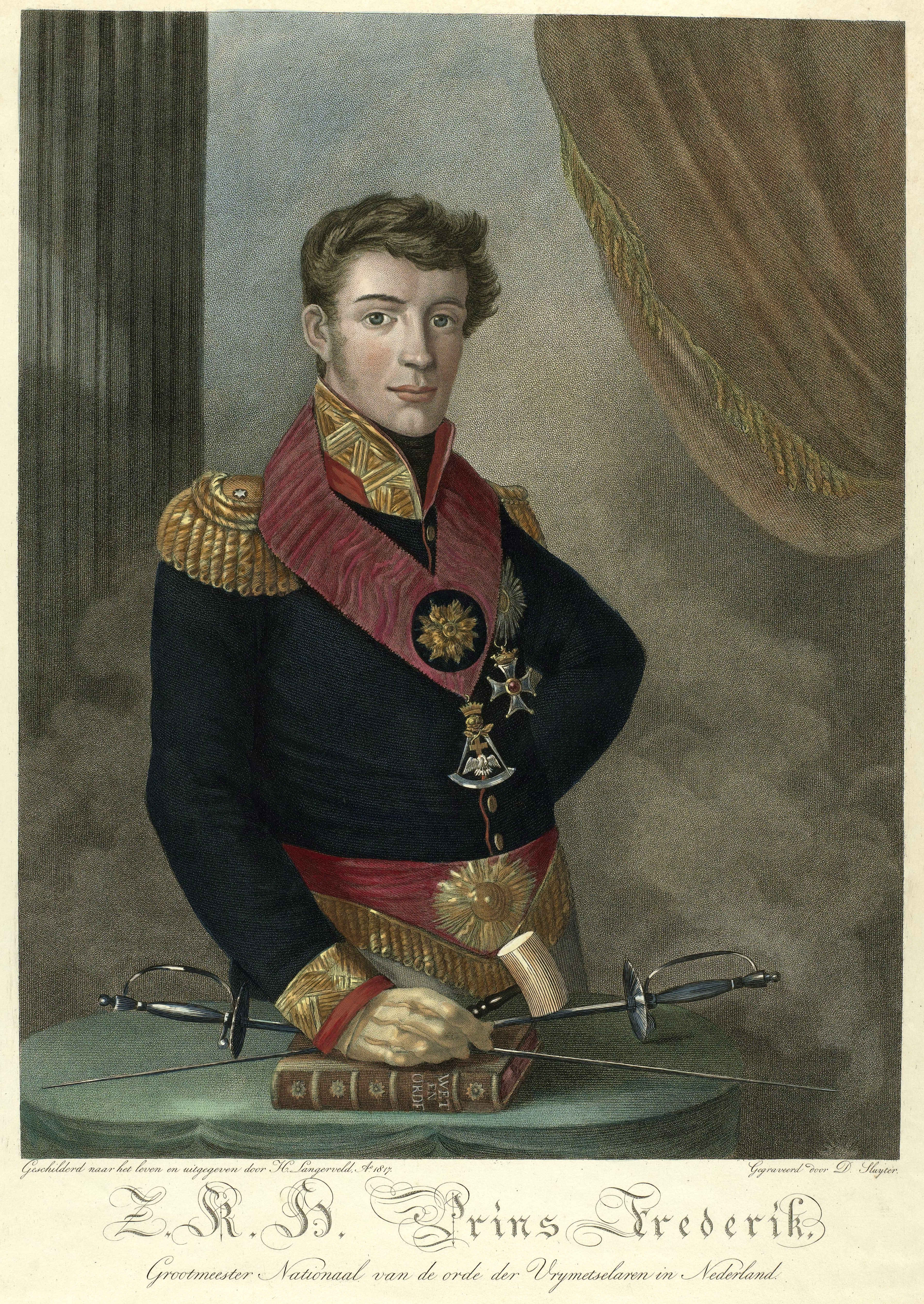
Prins Frederik der Nederlanden als grootmeester van de Orde van Vrijmetselaren.

- 1749 - 1752 : Wassenaer, Kolonel Joost Gerrit baron van (1716-1753)
- 1752 - 1756 : Dagran, Louis (ad interim)
- 1756 - 1758 : Aerssen Beijeren, Albrecht Nicolaas baron van
- 1758 - 1759 : Bentinck, Carel graaf van
- 1759 - 1798 : Boetzelaer, Carel baron van
- 1798 - 1804 : Teylingen, Isaak van
- 1804 - 1810 : Bijleveld, Cornelis Gerrit
- 1810 - 1812 : Bousquet, Isaac
- 1812 - 1816 : Barnaart, jhr. Willem Philip
- 1816 - 1816 : Cie. van negen, Tussenbestuur
- 1816 - 1881 : Frederik, Prins der Nederlanden
- 1882 - 1884 : Alexander, Prins van Oranje
- 1885 - 1892 : Diggelen, Pieter Johannes Gesinus van
- 1892 - 1906 : Vas Visser, Gerrit
- 1906 - 1917 : Hugo van Gijn, Simon Marius
- 1917 - 1923 : Lingbeek, Meinhard Steven
- 1923 - 1927 : Sonneveld, Willem
- 1926 - 1929 : Carpentier-Alting, Prof.Dr. Johannes Hendrik
- 1929 - 1941 : Tongeren, Gen.Maj. Hermannus van
- 1945 - 1952 : Caron, Mr.Dr. L.J.J.
- 1952 - 1961 : Davidson, Ir. C.M.R.
- 1961 - 1962 : Cate, M. ten
- 1962 - 1974 : Kok, Prof.Dr. J. Kok
- 1974 - 1979 : Wezel, Ir. G. van
- 1979 - 1982 : Boesman, Dr. Th.
- 1982 - 1986 : Sepp, W.
- 1986 - 1990 : Barents, J.M.
- 1990 - 1997 : Schultink, R.
- 1997 - 2000 : Sarphati, drs. B.
- 2000 - 2003 : Roodhuyzen, Mr. P.G.
- 2003 - 2010 : Rossum, drs. J.D. van
- 2010 - 2016 : Meijer, drs. W.S.
- 2016 - 2022 : Eijk, G. van
- sinds 2022: Jonkers, L.A.